# Adam Leonhard von Tschirschky und Bögendorff
Adam Leonhard von Tschirschky und Bögendorff (geb. 31. Mai 1723; gest. 5. November 1786 in Mückendorf) war ein preußischer Regierungspräsident.

## Herkunft

Wappen derer von Tschirschky

Adam Leonhard von Tschirschky und Bögendorff war Angehöriger des schlesisch-böhmischen Adelsgeschlechtes Tschirschky. Er war der Sohn von Ernst Gotthard Leonhard von Tschirschky und Bögendorff (1685–1739), Erbherr auf Schönwitz und Johnsdorf. Seine Mutter war Maria Helena, geb. von Naefe auf Obischau.

## Werdegang
Adam Leonhard besuchte von 1742 bis 1745 die Ritterakademie in Liegnitz. Im Anschluss immatrikulierte er sich am 28. April 1746 an der Universität Leipzig für ein Studium der Rechtswissenschaften. Nach Ende seine Studiums wurde er Referendar im Justizdienst in Oppeln. Von dort wurde er mittels Reskript vom 5. Februar 1752 zur Oberamtsregierung nach Breslau versetzt und dort am 4. Juli 1753 zum Rat befördert. Im Oktober des Jahres 1766 schied er aus dem Breslauer Landeskollegium aus, um zur fürstlichen Regierung nach Oels zu wechseln. Dort oblagen ihm die Justiz- und Haussachen des Herzogs Karl Christian Erdmann. In einem Immediatgesuch vom 20. Juni 1768 bat er darum in den königlichen Dienst zurückkehren zu können. Dabei bewarb er sich auch um das Amt des zweiten Präsidenten in Breslau. Nach einem Vorschlag von Johann Heinrich von Carmer vom 29. Juni 1768 wurde er daraufhin zum zweiten Präsidenten der Oberamtsregierung ernannt. Am 15. Januar 1771 wurde er als Präsident der Oberamtsregierung nach Brieg versetzt, wo er Karl Abraham von Zedlitz ablöste. Im Dezember 1779 erlitt er einen Schlaganfall, wonach er zum 1. Januar 1780 mit 600 Talern pensioniert wurde.

## Persönliches
Adam Leonhard von Tschirschky und Bögendorff heiratete im Mai 1754 Johanne Eleonore (1732–1813), Tochter des Regierungsrates Hans Friedrich von Saurma.